# Athlétisme aux Jeux méditerranéens de 1955
Navigation
Les compétitions d'athlétisme des Jeux méditerranéens de 1955 se sont déroulées à Barcelone, en Espagne.

## Résultats

### Hommes
| Épreuves          | Or                                                                                       | Argent                                                                                           | Bronze                                                                             |
| ----------------- | ---------------------------------------------------------------------------------------- | ------------------------------------------------------------------------------------------------ | ---------------------------------------------------------------------------------- |
| 100 m             | Luigi Gnocchi 10 s 9                                                                     | Alain David 11 s 0                                                                               | Sergio D'Asnach 11 s 0                                                             |
| 200 m             | Luigi Gnocchi 21 s 6                                                                     | Vincenzo Lombardo 21 s 7                                                                         | Wolfango Montanari 21 s 7                                                          |
| 400 m             | Jacques Degats 47 s 3                                                                    | Jean-Pierre Haarhoff 47 s 5                                                                      | Vincenzo Lombardo 47 s 8                                                           |
| 800 m             | Ekrem Koçak 1 min 50 s 0                                                                 | René Djian 1 min 51 s 1                                                                          | Evangelos Depastas 1 min 52 s 4                                                    |
| 1 500 m           | Ekrem Koçak 3 min 50 s 2                                                                 | Cahit Önel 3 min 52 s 2                                                                          | Antoine Vincendon 3 min 53 s 2                                                     |
| 5 000 m           | Alain Mimoun 14 min 27 s 6                                                               | Osman Coşgül 14 min 39 s 0                                                                       | Jean Carron 14 min 40 s 4                                                          |
| 10 000 m          | Alain Mimoun 30 min 23 s 6                                                               | Luis García 31 min 22 s 8                                                                        | Raymond Mahaut 31 min 48 s 2                                                       |
| Marathon          | Abdel Herin 2 h 50 min 35 s                                                              | Ali Hamed 2 h 53 min 57 s                                                                        | Haydar Erturan 2 h 58 min 07 s                                                     |
| 110 m haies       | Philippe Candau 14 s 9                                                                   | Jacques Dohen 15 s 2                                                                             | Jean-Claude Bernard 15 s 4                                                         |
| 400 m haies       | Guy Cury 52 s 4                                                                          | Robert Bart 52 s 8                                                                               | Armando Filiput 53 s 4                                                             |
| 3 000 m steeple   | Georgios Papavassiliou 9 min 20 s 6                                                      | Julien Soucours 9 min 23 s 6                                                                     | José Teixeira 9 min 26 s 8                                                         |
| 4 × 100 m         | Italie Giovanni Ghiselli Sergio D'Asnasch Wolfango Montanari Luigi Gnocchi 41 s 0        | Grèce Nikolaos Georgopoulos Dimitrios Kipouros Stefanos Petrakis Konstantinos Tsalamanios 42 s 6 | Égypte Mustafa Marhoum Emad El Shafei Fawzi Shaban Yussef Zein El Abdin 42 s 8     |
| 4 × 400 m         | France Jacques Degats Jean-Paul Martin du Gard Pierre Haarhoff René Galland 3 min 12 s 8 | Italie Luigi Grossi Vincenzo Lombardo Mario Paoletti Baldassare Porto 3 min 14 s 4               | Égypte Hassan Ahmed Ragab Fadl El Sayed Nashat El Kholi Farouk Tadros 3 min 16 s 2 |
| 10 000 m marche   | Giuseppe Dordoni 48 min 21 s 8                                                           | Roland Griset 48 min 44 s 2                                                                      | Louis Chevalier 49 min 47 s 4                                                      |
| 50 km marche      | Abdon Pamich 5 h 03 min 33                                                               | Roger Chaylat 5 h 20 min 07                                                                      | Francisco Villoldo 5 h 36 min 07                                                   |
| Saut en longueur  | Luigi Ulivelli 7,17 m                                                                    | Emad El Din 7,11 m                                                                               | René Cucuat 7,10 m                                                                 |
| Triple saut       | Éric Battista 14,93 m                                                                    | Fawzi Shaban 14,59 m                                                                             | Konstantinos Sfikas 14,58 m                                                        |
| Saut en hauteur   | Maurice Fournier 1,98 m                                                                  | Papa Gallo Thiam 1,98 m                                                                          | Çetin Şahiner 1,90 m                                                               |
| Saut à la perche  | Giulio Chiesa 4,28 m                                                                     | Georgios Roubanis 4,25 m                                                                         | Victor Sillon 4,20 m                                                               |
| Lancer du poids   | Raymond Thomas 15,70 m                                                                   | Georgios Tsakanikas 15,49 m                                                                      | Silvano Meconi 15,35 m                                                             |
| Lancer du disque  | Adolfo Consolini 52,81 m                                                                 | Antonios Kounadis 47,23 m                                                                        | Konstantinos Yataganas 45,63 m                                                     |
| Lancer du marteau | Teseo Taddia 55,14 m                                                                     | Guy Husson 54,31 m                                                                               | Dimitrios Boulboutzis 48,23 m                                                      |
| Lancer du javelot | Michel Macquet 69,00 m                                                                   | Francesco Ziggiotti 66,22 m                                                                      | Pedro Apellániz 62,64 m                                                            |
| Décathlon         | Bernardino Adarraga 5 693 pts                                                            | Mohamed Sayed Zaki 5 633 pts                                                                     | Robert Vaussenat 5 262 pts                                                         |

### Femmes
- Pas d'épreuves féminines